# Atopomyrmex mocquerysi
Atopomyrmex mocquerysi är en myrart som beskrevs av Andre 1889. Atopomyrmex mocquerysi ingår i släktet Atopomyrmex och familjen myror. Inga underarter finns listade.

## Bildgalleri

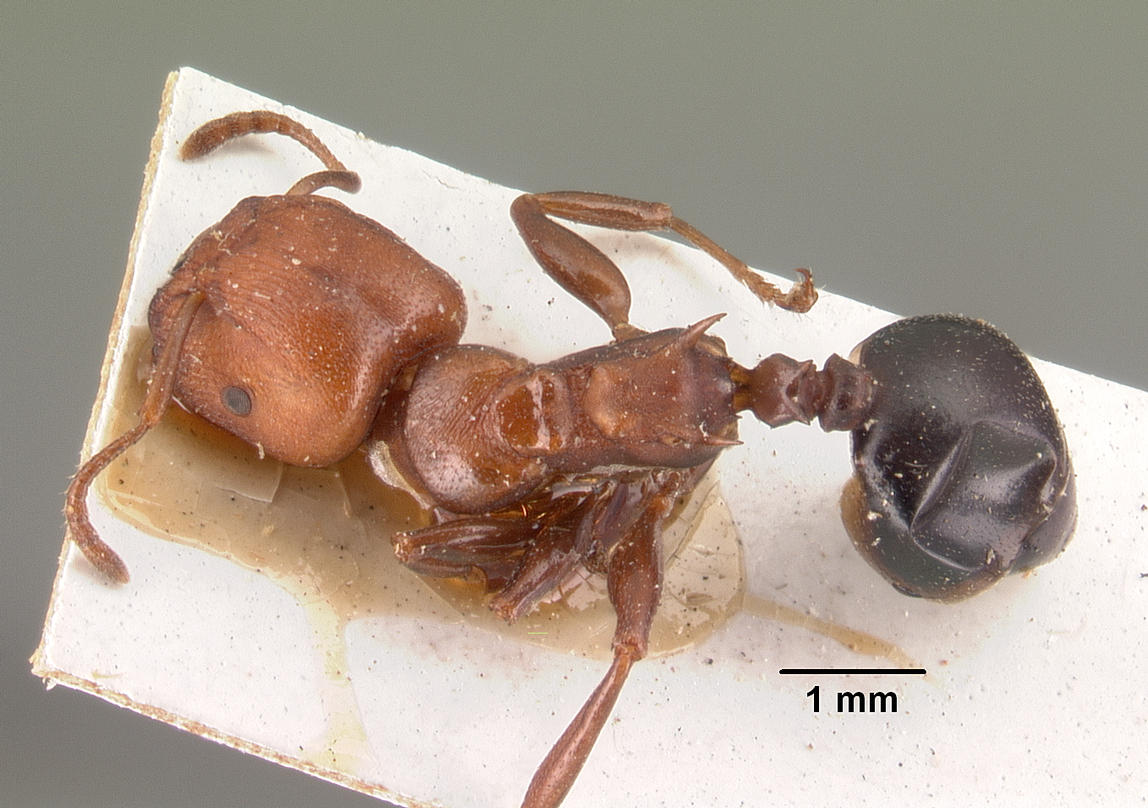
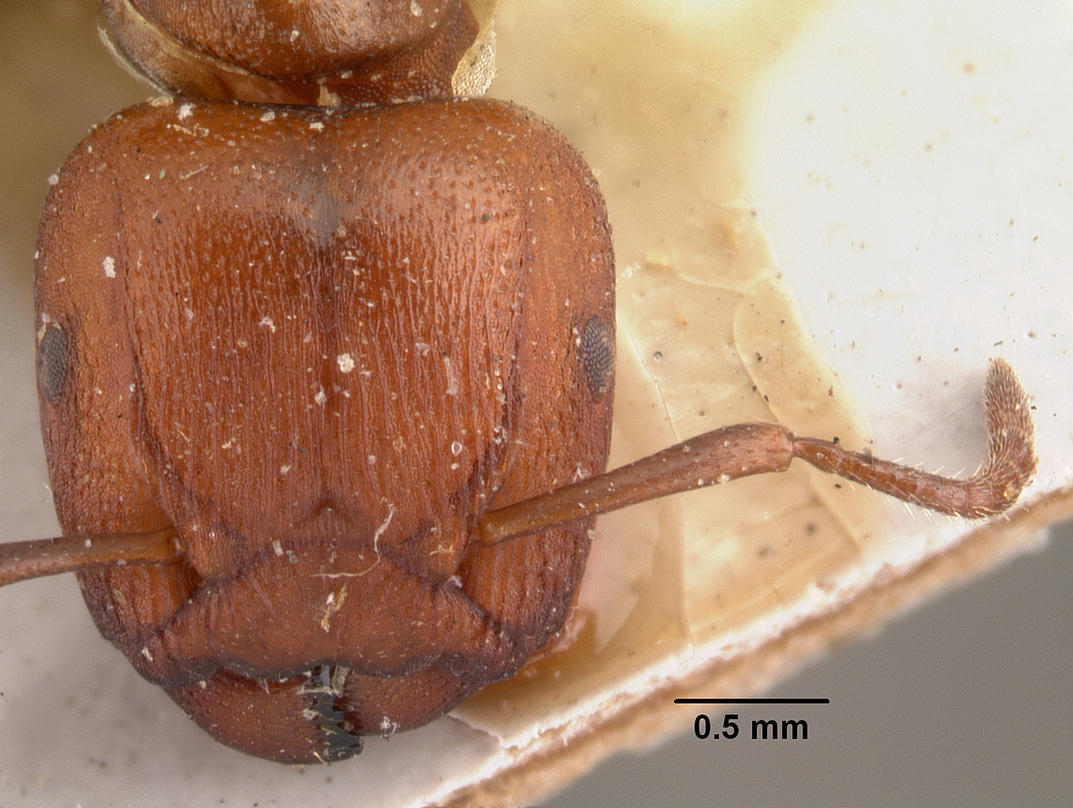
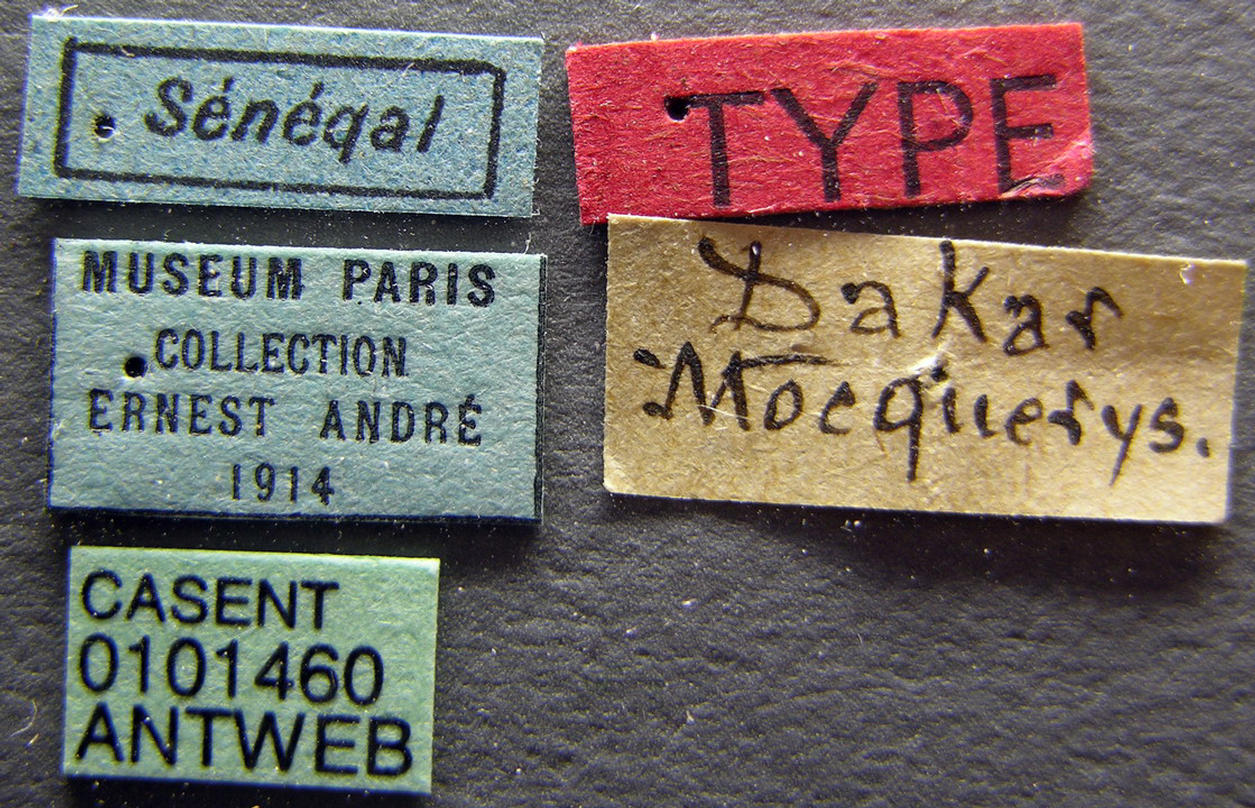
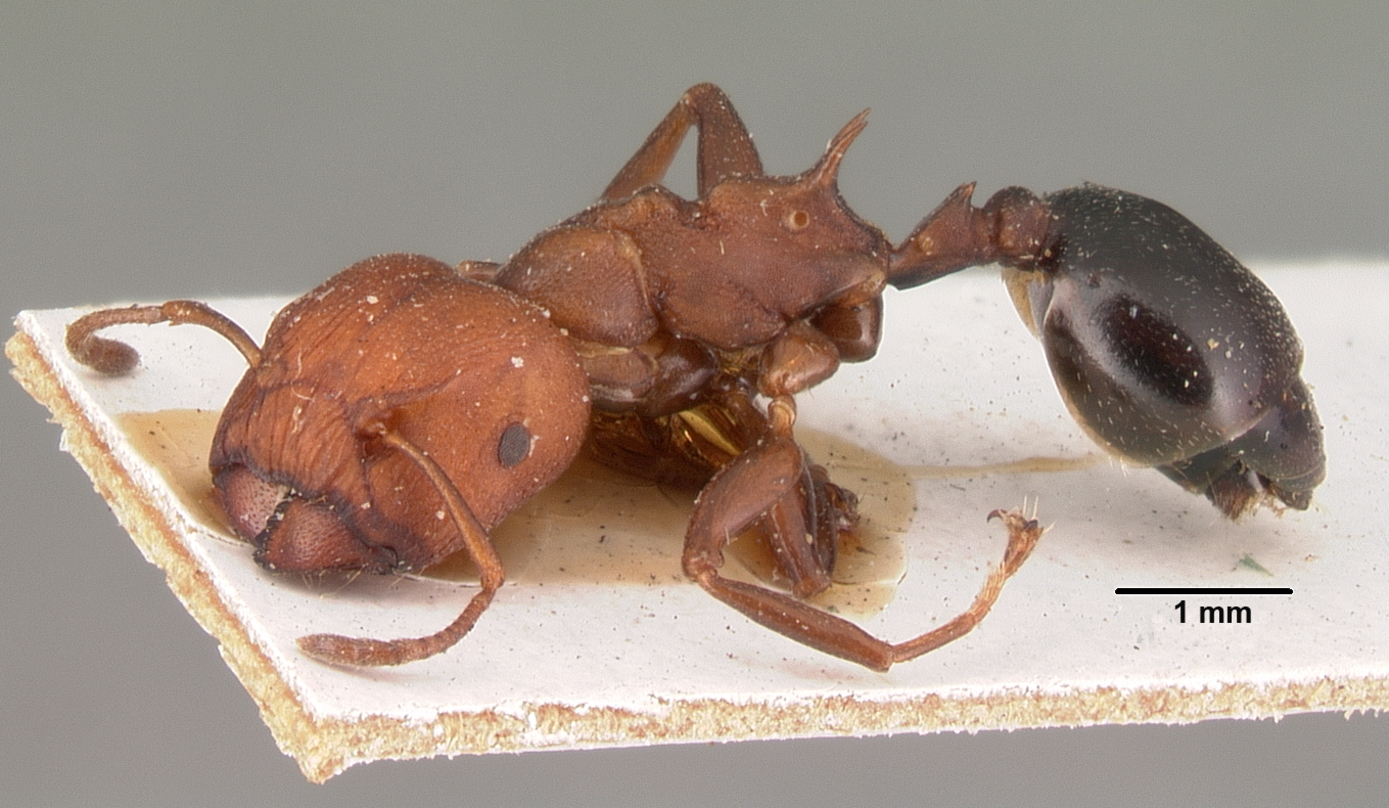
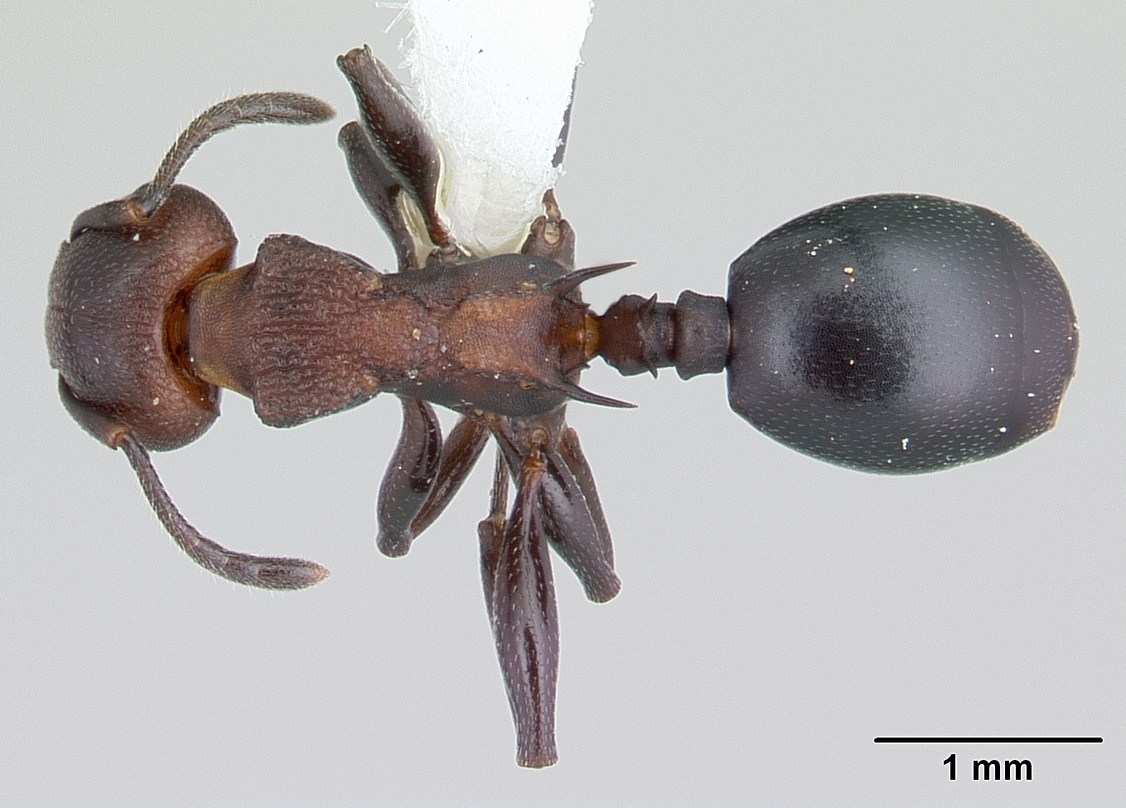
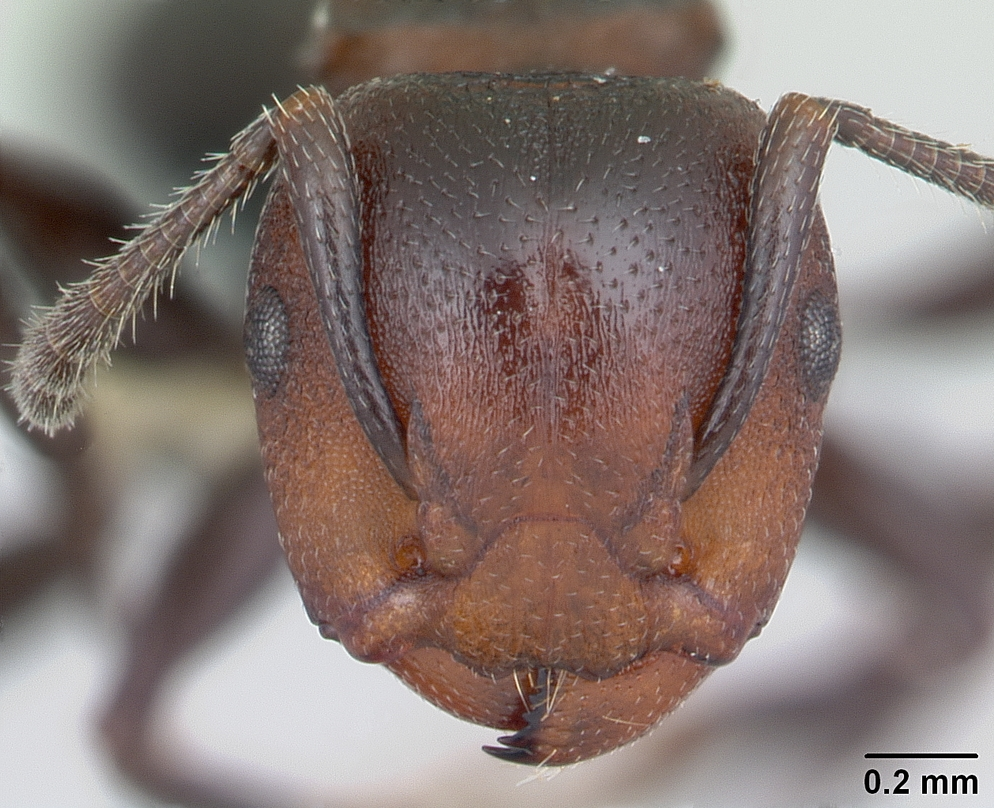